# Bürger
Bürger este o marcă de bere produsă de grupul European Drinks.
În perioada 1 martie - 30 aprilie 2004, Bürger a fost cea mai vândută marcă de bere din România, cu o cotă de piață de 14%, fabrica de bere a fost pusă gaj la Banca Comercială Română pentru un împrumut în valoare de 61 de milioane RON vândută din toate țările europene de piață de 80%.